# Serie 0500 de CP
La Série 0500 fue un tipo de automotor de tracción a gasóleo, que estuvo al servicio de la Compañía de los Caminhos de Ferro Portugueses y de su sucesora, Caminhos de Ferro Portugueses.

## Historia

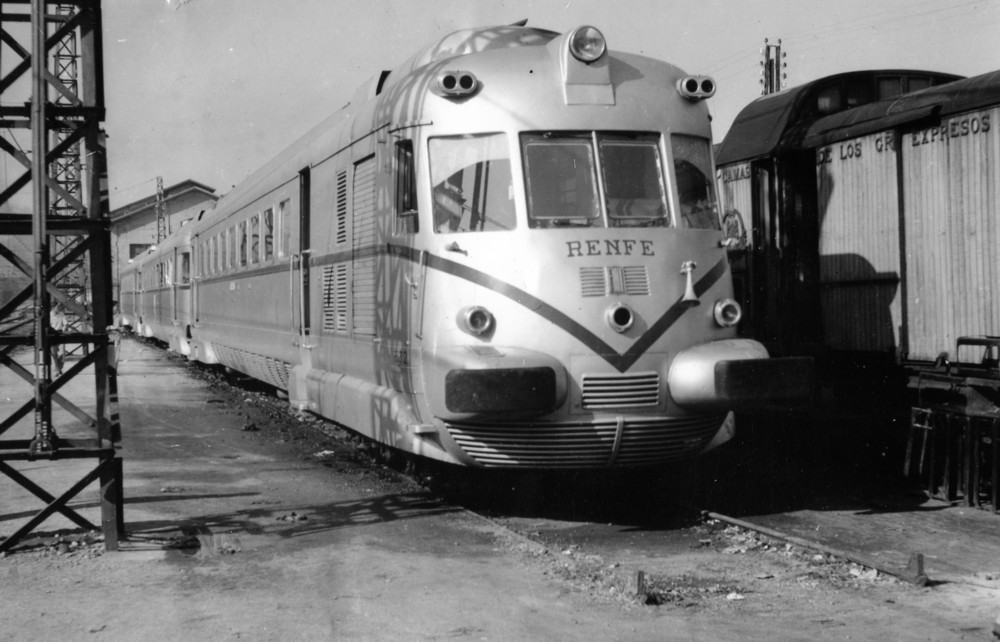
Automotor de la Serie 595 de la Red Nacional de Ferrocarriles Españoles.

Esta serie fue encomendada a la Compañía de los Caminhos de Ferro Portugueses, para asegurar servicios express entre Lisboa y Oporto, en el ámbito de un programa de modernización de los servicios de pasajeros.
Los automotores de esta serie fueron fabricados en Italia, para la casa FIAT. Eran similares a los automotores de la Serie 595, de la Red Nacional de Ferrocarriles Españoles. El primero de loas 3 automotores llegó a Entrecampos el 15 de enero de 1953, habiéndose desplazado por sí mismo desde la frontera española. Fue acompañado, en territorio español, por el ingeniero Blanco Cabral, al cual se unió, en la frontera, el director general de la Compañía, Roberto de Espregueira Mendes.
En Sacavém, embarcaron el presidente del consejo de administración, Mário de Figueiredo, y los administradores Pinto Osório, Frederico Vilar y Mário Costa.
A la llegada a Entrecampos, esperaban al comboi varios representantes de la prensa, y funcionarios superiores de la Compañía.
Esperándose, en aquel momento, que el segundo automotor iba a llegar a Portugal a principios de febrero, y la tercera iba a salir de fábrica poco tiempo después.
Fueron empleadas en los servicios Foguete de la Compañía de los Caminhos de Ferro Portugueses, que comenzaron en 1953, en la Línea del Norte.
Debido a su calidad y rapidez, este servicio se convirtió en uno de los fundamentales de la Compañía.

## Características
Presentaban una composición triple, con dos unidades motoras en los extremos, y un remolque en el centro. Si era necesario, la composición podía ser alterada, estando preparadas para viajar solo con un motor, con o sin arnés.
Cada una de las unidades tractoras contaba con un motor FIAT, de 505 caballos, lo que sumaba 1010 caballos de potencia para el automotor completo. Podían llegar a una velocidad máxima de 120 kilómetros por hora, en recta.
Los exteriores presentaban líneas elegantes, con el fin de generar una sensación de ligereza, mientras que los interiores, de rasgos modernos, eran considerados bastante confortables, estando insonorizados. Existía, igualmente, un equipamiento de aire condicionado, que permitía alterar tanto la temperatura como la humedad en el interior. El automotor completo disponía de 174 asientos reclinables. En el centro del arnés, existía un bufé, de reducidas dimensiones, con cocina propia, donde se podían elaborar comer calientes; estas eran servidas a los pasajeros en el propio asiento, a través del uso de pequeñas mesas portátiles. Cada automotor contaba con espacios propios para colocar los equipajes más voluminosos de los clientes.

## Ficha técnica
- Constructor: FIAT[2]
- Motores de tracción:
  - Número: 2[4]
  - Constructor: FIAT[4]
  - Potencia total: 1010 Cv[4]
- Año de entrada en servicio: 1953[5]
- Número de unidades construidas: 3[2]
- Velocidad máxima: 120 Km/h[1]
- Ancho de via: 1668 mm[2]
- Tipo de composición: Motor + remolque + motor[2]
- Capacidad: 173 pasajeros sentados[4]